# Срђан Баљак
Срђан Баљак (Београд, 25. новембра 1978) српски је бивши фудбалер који је играо на позицији нападача.

## Каријера
Баљак је почео каријеру у Телеоптику као једна од нападачких узданица Партизана. Од 1997. године, провео је две године са њима, одиграо 29 утакмица и постигао 9 голова. Онда га је Партизан прекомандовао у Хумску, али је успео да упише само један сусрет за црно-беле (против Чукаричког).
Отишао је затим у Раднички из Крагујевца, али ни тамо се није прославио, па се поново вратио у "Оптичара" и постигао 16 голова. Затим је на тим основама покушао са другим бојама у нашем првенству и најбољу сезону имао је у Будућности из Банатског Двора када је на 21 сусрету погађао 20 пута.
Одлучио је да уновчи голове па је кренуо за Јапан где се није наиграо, па га је пут поново одвео у Банатски Двор где је одиграо још боље и са 33 поготка одвео свој тим у другу рунду квалификација за тадашњи Куп УЕФА где су испали од Марибора.
У сезони 2006/07. Играјући за Банат, био је најбољи стрелац Суперлиге Србије са постигнутих 18 голова на 30 одиграних утакмица.
Баљак 2007. године одлази у Немачку и тамо остаје до краја каријере. Играо је прво за Мајнц, затим за Дуизбург а последњи клуб му је био Ворматија Вормс из југозападне немачке дивизије. За време играња у Мајнцу и Дуизбургу играо је у другој лиги, изузев једне полусезоне у Бундеслиги са Мајнцом (сез. 2009/10).

## Успеси
Банат
- Најбољи стрелац Суперлиге Србије: 2006/07. (18 голова)